# Privatdetektiven Kant
Privatdetektiven Kant är en svensk tv-serie från 1983. Den är författad, producerad och scenograferad av Carl Johan De Geer och Håkan Alexandersson. TV-serien hade premiär i TV2.

## Handling och medverkande
Privatdetektiven Kant är den mörka berättelsen om den fördruckne privatdetektiven Kant. Han går från ett våldsamt liv som detektiv till det lugna livet som psykolog. Den beskrivs i boken om filmen som "Psykiskt drama i 13 akter".
De olika avsnitten har följande namn:

- Akt I – En rutten stad
- Akt II – Jag förstod ingenting
- Akt III – Upp med dig, gubbjävel!
- Akt IV – Ni ser trött ut
- Akt V – Här finns inga råttor
- Akt VI – Vera har en plan
- Akt VII – Släpp ut mig! Jag har cellskräck!
- Akt VIII – Fallet Vera
- Akt IX – Själens matematik
- Akt X – Korvmannen
- Akt XI – Lycka till, herr Strössel!
- Akt XII – Det svarta hålet
- Akt XIII – Lille Hans

### Rollista[1]
- Krister Broberg – Privatdetektiven Kant
- Ted Åström – Jack (skäggig herre), Fadern, Bobo, Chefen, Direktören, Pappan, Korvmannen, Strössel, Mamman
- Freddy Olsson – Jimmy
- Sissel Wibom – Dolly
- Julia Hede – Vera (försvunnen flicka)
- Ingvar Andersson – Plutten, Fritz
- Thomas Lundqvist – Duvan
- Anders Linder – Predikanten
- Inez Svensson – Slumsystern, Norma
- Mats G. Bengtsson – Prästen, Inspektören, Lille Hans

## Produktion

### Inspelning och visningar
TV-serien består av 13 avsnitt. Den sändes ursprungligen under hösten 1983 (september till november) på TV2 och återutsändes 1994 på Kanal 1.
Privatdetektiven Kant spelades in på Meyerateljéerna. Den här filmstudion låg åren 1981–88 i före detta Meyers konstgjuteri på Västmannagatan 81 A i Stockholm. Namnet kunde även ses som en referens till ett av Hollywoods stora filmbolag, vars påkostade filmstudior den nedgångna miljön på Västmannagatan 81 A på inget vis efterliknade. Privatdetektiven Kant var dock en TV-seriepastisch av hårdkokta detektivfilmer och -romaner och krävde därför en tämligen liten mängd extravagant rekvisita. Senare spelades även Res aldrig på enkel biljett i lokalerna.
År 2011 gavs TV-serien ut på DVD. Den såldes dels separat, dels som del av en DVD-box som även inkluderade Tårtan och Doktor Krall

### Filmbok
September 1983, samma månad som visningen av TV-serien inleddes på TV2, utgav Bokomotiv förlag boken om filmen – Privatdetektiven Kant. Den 128 sidor tjocka boken innehåller hela manuset och alla repliker, och den är frikostigt illustrerad med foton ur TV-serien.
Bokens enda färgillustrationer finns på omslaget. Omslagets baksida presenterar en scen ur Kants "sjaskiga" vardag, kompletterat av filmcitatet "Jag jobbade som privatdetektiv… i en stad som var så rutten att jag mår illa om jag tar dess namn i min mun…" Framsidesbilden består av skylten på Kants byrådörr:

## Bildgalleri

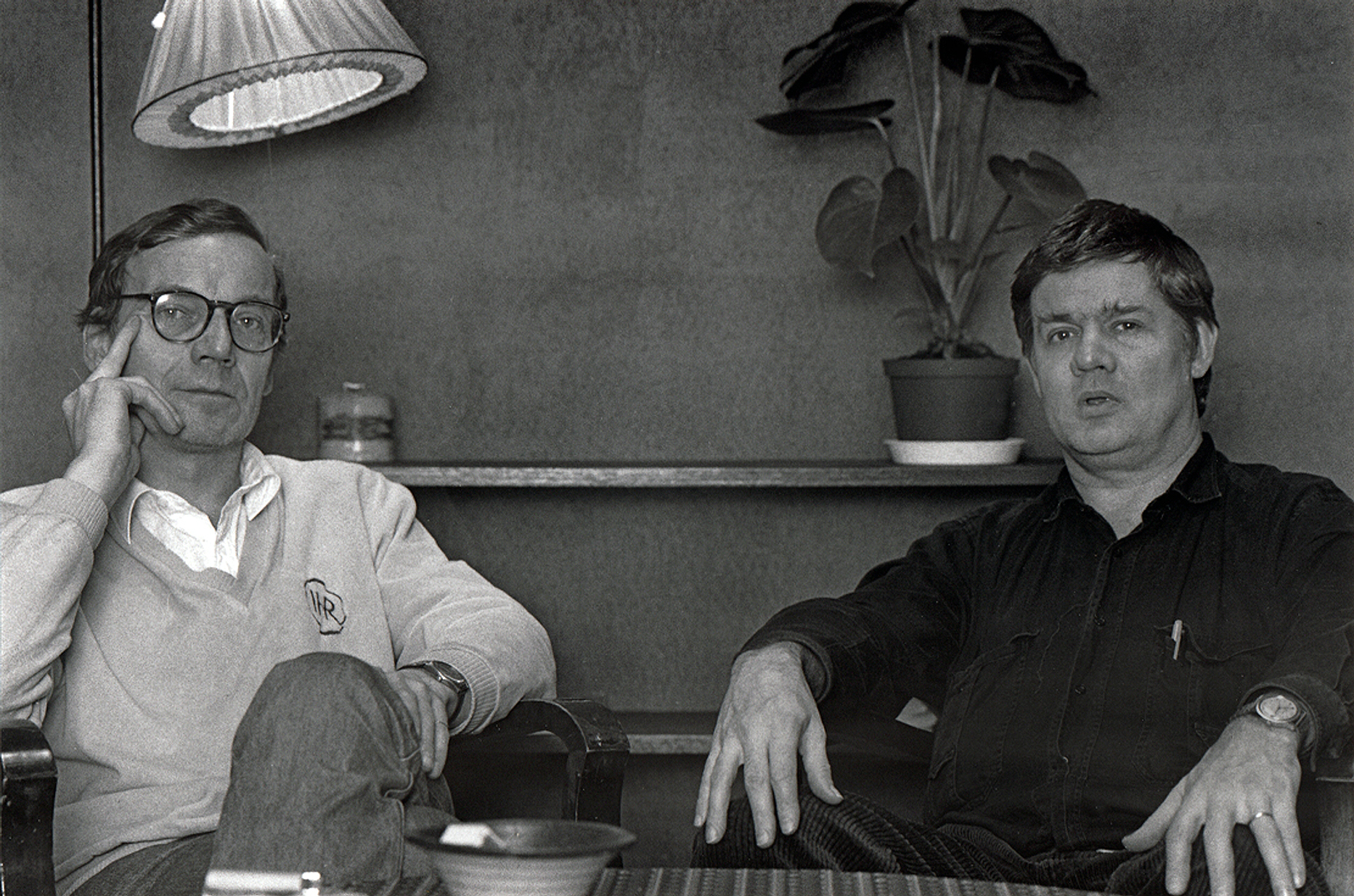
TV-serien producerades av Håkan Alexandersson och Carl Johan De Geer.
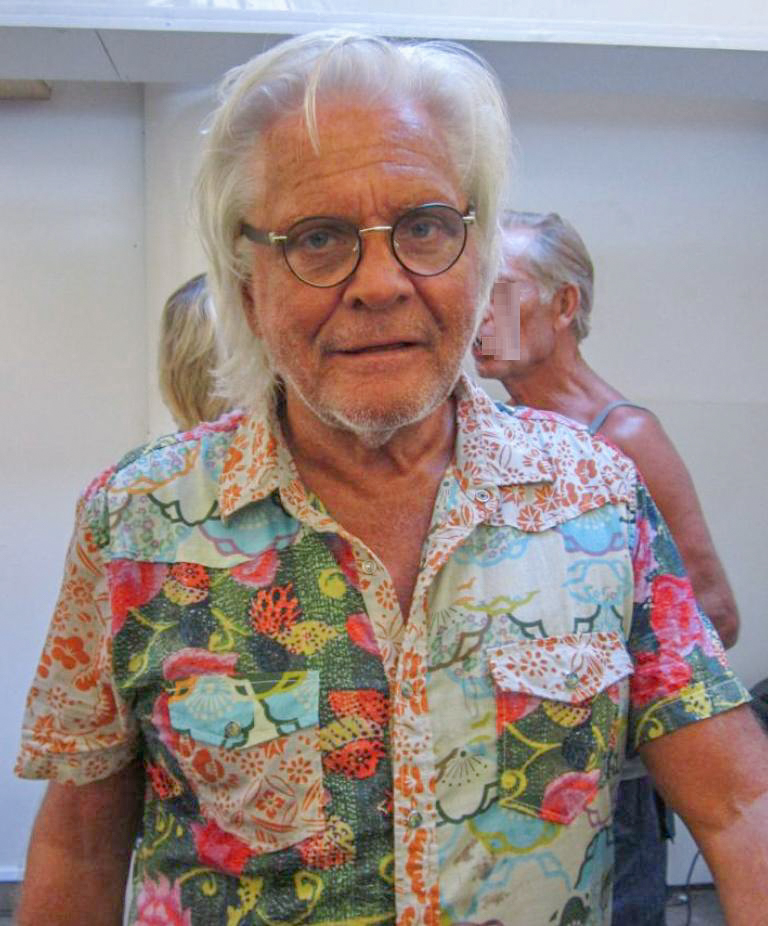
Ted Åström gjorde nio olika roller.
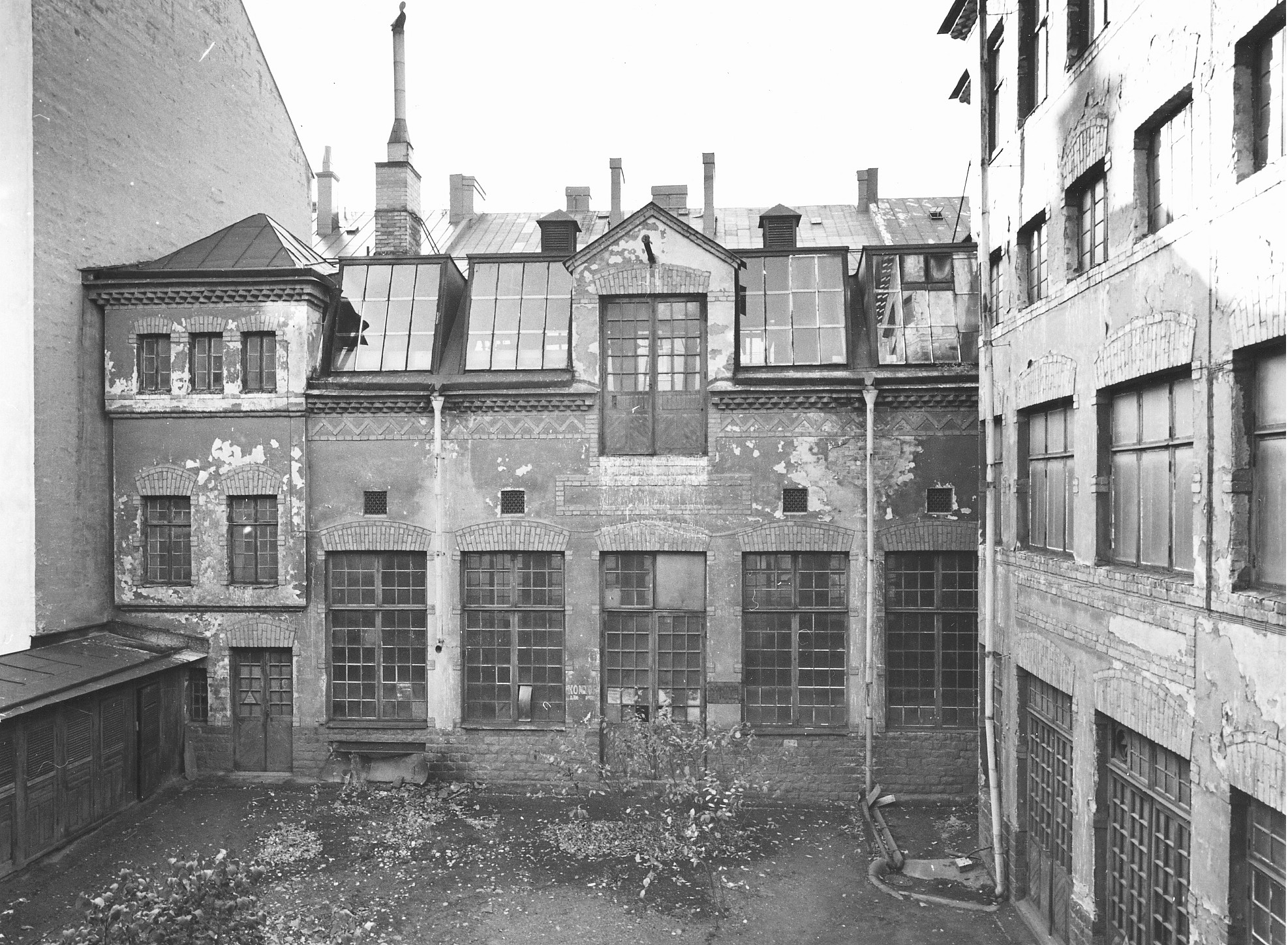
TV-serien spelades in i Meyerateljéerna i före detta Meyers konstgjuteri, här ett fotografi från 1979.